# 나스 키노코
나스 키노코 또는 나스 기노코(奈須 きのこ, 1973년 11월 28일 ~ )는 일본의 작가이다.

## 주요 작품

### 소설
- 동인 작품
  - 《공의 경계》（TYPE-MOON 1998년 ~ 2001년)
  - 《Notes.》（TYPE-MOON 동인지 《月姫読本》 수록 2001년)
  - 《Talk.》（TYPE-MOON 동인지 《宵明星》, 후에 상업 팬북 《月姫読本 Plus Period》재수록)
  - 《Prelude》（TYPE-MOON 《Character material》등록 2006년)
  - 《공의 경계/미래복음》 (대비 2008년)
- 상업 작품
  - 《tale》（오오조라 출판 상업 팬북 《月姫読本 Plus Period》수록)
  - 《공의 경계》（고단샤 노벨스 2004년, 고단샤 문고 2007년 ~ 2008년)
  - 《DDD》 (고단샤 BOX 2007년 ~ )
  - 《하늘의 바깥》 (고단샤 BOX AM∀SIA 2010년)
  - 《MAGNITUNING》 (원작:에노모토 슌지 고단샤 BOX AM∀SIA 2010년)
- 미공개작품
  - 《원작판 Fate》
  - 《마법사의 밤》
  - 《얼음의 꽃》
  - 《스크리머》

### 게임 오리지널
- 동인작품
  - 《월희》 (TYPE-MOON 2000년)
  - 《월희 PLUS-DISC》（TYPE-MOON 2001년)
  - 《가십월야》（TYPE-MOON 2001년)
  - 《MELTY BLOOD》（TYPE-MOON / 와타나베 제작소 2003년)
  - 《월상》（TYPE-MOON 2003년)
  - 《MELTY BLOOD Re・ACT》（TYPE-MOON / 와타나베 제작소 2004년)
- 상업 작품
  - 《Fate/stay night》（TYPE-MOON 2004년)
  - 《MELTY BLOOD Act Cadenza》（TYPE-MOON / 에콜 소프트웨어 2006년)
  - 《Fate/hollow ataraxia》（TYPE-MOON 2005년）
  - 《Fate/stay night [Realta Nua]》（TYPE-MOON / 카도가와 쇼텐 2007년)
  - 《MELTY BLOOD Act Cadenza Ver.B》（TYPE-MOON / 에콜 소프트웨어 2007년)
  - 《페이트/타이거 콜로세움》（TYPE-MOON / 캐비어 2007년)
  - 《Fate/unlimited codes》（TYPE-MOON / 캐피어 / 캡콤 2008년)
  - 《페이트/타이거 콜로시엄 어퍼》（TYPE-MOON / 캐비어 2008년)
  - 《428 ~봉쇄된 시부야에서~》 (보너스 시나리오) (춘소프트 2008년)
  - 《Fate/EXTRA》 (마벨러스 엔터테인먼트 2010년)
  - 《마법사의 밤》（TYPE-MOON 2010년)

### 드라마 CD 각본
- 동인 작품
  - 《공의 경계 부감풍경》 (TYPE-MOON 2002년)
- 상업 작품
  - 《아넨엘베의 하루》 (TYPE-MOON 2007년)